# 刈谷市立東刈谷小学校
刈谷市立東刈谷小学校（かりやしりつ ひがしかりやしょうがっこう）は愛知県刈谷市東刈谷町に所在する公立小学校。校長は土居哲也

## 沿革
1976年（昭和51年）4月1日、大規模校だった刈谷市立双葉小学校から分離独立して刈谷市立東刈谷小学校が開校した。刈谷市10番目の小学校であり、開校当初は北舎のみだった。開校当初の学級数は12学級であり、児童数は431人だった。同年6月10日には町名の変更が行われており、東刈谷町や松栄町や末広町が新設されたことから、所在地の住所は「刈谷市野田町大脇130番地1」から「刈谷市東刈谷町3丁目8番地」に変更されている。1977年（昭和52年）には本館が完成し、1980年（昭和55年）には南舎が完成した。
1987年（昭和62年）には東刈谷小学校と双葉小学校の2校から刈谷市立朝日小学校が分離独立している。1985年（昭和60年）には開校10周年記念式典を開催、当時の学級数と児童数は33学級1,347人だった。1995年（平成7年）には開校20周年記念式典を開催した。

## 出来事
2014年（平成26年）8月20日に東刈谷小学校に在学していた6年生の女子生徒が自宅で意識不明の状態で見つかりその後、死亡が確認された。女子児童は自殺したとみられていて、自宅に残された遺書と見られるノートには、学校生活について「つらいことがあった」などと書かれていた。同年６月の学校のアンケートでは「あだ名で呼ばれたり蹴られたりして嫌だ」などと回答していた。